# Božena Danielová
Božena Danielová (6. října 1919 - ???) byla česká a československá politička Komunistické strany Československa a poúnorová poslankyně Národního shromáždění ČSSR.

## Biografie
Ve volbách roku 1960 byla zvolena za KSČ do Národního shromáždění ČSSR za Jihomoravský kraj. V parlamentu setrvala až do konce funkčního období, tedy do voleb roku 1964.